# Аякс (футбольный клуб, Таллин)
«Аякс» (эст. FC Ajax Tallinn) — эстонский футбольный клуб. Базируется в городе Таллине.

## История команды
Клуб «Аякс Ласнамяэ» был основан в 1993 году, с 2003 по 2005 год выступал под названием «Аякс Эстель Таллин». В 2006 году дебютировал в Мейстрилиге, сильнейшем дивизионе Эстонии, и занял в ней 8-е место, что до сих пор является лучшим результатом в истории клуба. В 2007 году «Аякс Ласнамяэ» занял последнее место и выбыл в Эсилигу. Проведя в Эсилиге 3 сезона, в 2011 году «Аякс» вновь получил право выступать в высшем дивизионе, однако по результатам чемпионата занял последнее место с разницей забитых и пропущенных мячей 11-192. Данный результат является антирекордом Мейстрилиги (с 1992 года). В первой половине чемпионата клуб пропустил 66 голов, во второй — 126. С 2012 по 2017 годы «Аякс» выступал во второй лиге (четвёртом по силе дивизионе) Эстонии. По окончании сезона-2017 получил возможность перейти в третий по силе дивизион — Эсилигу Б.

## Предыдущие названия
- 1993—2003 «Аякс Ласнамяэ»
- 2003—2005 «Аякс Эстель Таллин»
- 2005—2017 «Аякс Ласнамяэ»

## История выступлений за последние годы
| Год  | Лига        | Место | Очки |
| ---- | ----------- | ----- | ---- |
| 2001 | Вторая лига | 5     | 41   |
| 2002 | Вторая лига | 1     | 60   |
| 2003 | Эсилига     | 4     | 44   |
| 2004 | Эсилига     | 6     | 32   |
| 2005 | Эсилига     | 3     | 77   |
| 2006 | Мейстрилига | 8     | 25   |
| 2007 | Мейстрилига | 10    | 5    |
| 2008 | Эсилига     | 9     | 33   |
| 2009 | Эсилига     | 4     | 64   |
| 2010 | Эсилига     | 3     | 69   |
| 2011 | Мейстрилига | 10    | 4    |
| 2012 | Вторая лига | 11    | 31   |
| 2013 | Вторая лига | 6     | 37   |
| 2014 | Вторая лига | 8     | 35   |
| 2015 | Вторая лига | 12    | 21   |
| 2016 | Вторая лига | 3     | 51   |
| 2017 | Вторая лига | 5     | 45   |
| 2018 | Эсилига Б   |       |      |

В 2001—2012 годах в системе эстонских лиг играла вторая команда клуба — Lasnamäe FC Ajax II.